# إيميت ميلر
إيميت ميلر (بالإنجليزية: Emmett Miller)‏ هو مغني أمريكي، ولد في 2 فبراير 1900 في ماكون في الولايات المتحدة، وتوفي بنفس المكان في 29 مارس 1962.

## وصلات خارجية
- إيميت ميلر على موقع IMDb (الإنجليزية)
- إيميت ميلر على موقع ميوزك برينز (الإنجليزية)
- إيميت ميلر على موقع إن إن دي بي (الإنجليزية)
- إيميت ميلر على موقع أول ميوزيك (الإنجليزية)
- إيميت ميلر على موقع ديسكوغز (الإنجليزية)